# 吳泓
吴泓（1963年7月23日—2009年8月20日），中國江苏苏州吴江人。中国时尚传媒开拓者，被称为当代中国时尚的启蒙者。

## 生平
生于1963年7月23日。1983年毕业于南京大学中文系。在校时曾师从金石书派书家侯镜昶学习书法。毕业后曾任中国旅游报社编辑、记者。1993年合作创办《时尚》杂志。时尚传媒集团总裁，时尚杂志社社长兼总编。被誉为时尚期刊界的“黄埔军校校长”。
2009年8月20日在北京病逝。